# Guta Habsburská (1302–1329)
Guta z Oettingenu (německy Gutta von Oettingen), Juta z Oettingenu (německy Jutta von Öttingen) či Judita Habsburská (německy Juditha von Habsburg; 1302 – 5. března 1329 Vídeň) byla dcerou Albrechta I. Habsburského a jeho manželky Alžběty Goricko-Tyrolské a sňatkem hraběnka z Oettingenu.
V roce 1315 či v roce 1319 se ve Vídni provdala za Ludvíka VI. z Oettingenu († 1346). Byla pohřbena v kostele opatství Königsfelden. V roce 1770 byly její ostatky v rámci slavnostního překladu císařsko-královsko-královských a zároveň rakouských nejvyšších těl přeneseny nejprve do katedrály svatého Blasiena a jeho zrušení v roce 1806 do opatství Spital am Pyhrn, poté v roce 1809 do krypty kolegiátního kostela kláštera svatého Pavla v Lavanttalu v Korutanech.
Popis znovupohřbení od Franze Kreuttera zmiňuje zrzavé vlasy a žlutočerné pruhované a květované hedvábné šaty.